# Recques-sur-Hem
Recques-sur-Hem – miejscowość i gmina we Francji, w regionie Hauts-de-France, w departamencie Pas-de-Calais.
Według danych na rok 1990 gminę zamieszkiwało 409 osób, a gęstość zaludnienia wynosiła 76 osób/km² (wśród 1549 gmin regionu Nord-Pas-de-Calais Recques-sur-Hem plasuje się na 846. miejscu pod względem liczby ludności, natomiast pod względem powierzchni na miejscu 647.).